# Ridha Touiti
Ridha Touiti, né le 29 décembre 1950 à Gabès et mort le 21 mars 2010, est un homme politique tunisien.
Il est titulaire d'un doctorat en chimie obtenu en 1978 à Paris et d'un diplôme de troisième cycle de l'Institut supérieur de gestion de Tunis (ISG) en 1983.
En 1979, il entame sa carrière professionnelle au ministère de l'Économie nationale, plus précisément à la direction générale de l'industrie où il occupe les fonctions de directeur général du commerce intérieur et de la concurrence. Chef de cabinet du ministre de l'Industrie entre 1995 et 1998, il devient directeur général de l'Office du commerce de Tunisie, de 1998 à 2006, avant d'être nommé président-directeur général de la Compagnie des phosphates de Gafsa et du Groupe chimique tunisien jusqu'à sa nomination comme ministre du Commerce et de l'Artisanat le 3 septembre 2007. Le 10 juin 2009, il est nommé ministre délégué auprès du Premier ministre.
Il a par ailleurs été membre du Conseil économique et social de 1997 à 2003 mais aussi du Conseil de la concurrence et du conseil d'administration de la Banque centrale de Tunisie. Il préside également l'association des anciens et étudiants de l'ISG.
Officier de l'Ordre de la République, il est marié et père d'un enfant.